# レッドブル・RB7
レッドブル・RB7 (Red Bull RB7) は、レッドブル・レーシングが2011年のF1世界選手権参戦用に開発したフォーミュラ1カーである。2011年の開幕戦から最終戦まで実戦投入された。

## 概要
2011年、F1の車体規則は再び大きく変更された。まず、2009年から多くのチームに採用されたマルチディフューザーが禁止され、ダウンフォースが削られることとなった。昨年の大きなトレンドとなったFダクトも「ドライバーの操作でマシンの空力特性を変化させるデバイス」であるとして禁止された。
一方で、2010年はFOTAによって自主規制されていたKERSが再び採用されることになった。そして、リアウイングのフラップを開閉し空気抵抗を減らすシステムであるドラッグリダクションシステム(DRS)が新たに採用された。RB7は、このような車体規則の変更に対応して制作された。（詳細は各項目を参照）
2010年シーズンのマシンであるRB6に引き続き、リヤサスペンションはプルロッド形式を採用する。トーションバーなどの構成部品はギアボックスケーシングの半内装式から外装式に変更された。
RB6で注目されたブロウンディフューザーは排気管を延長し、リアタイヤの内側に吹き付ける新方式となった。さらに低速時にも一定の排気を保つ「オフスロットル・ブローイング」を使用した。2011年第9戦イギリスGPにおいてオフスロットル・ブローイングが禁止されたが、この規制変更は直後に撤廃された。
一方、「Vノーズ」と呼ばれる特徴的なノーズは、新たにモノコック高の制限が車体規則に追加されたことで、左右の突起の高さがRB6に比べ抑えられている。また、2008年から採用されていたシャークフィンは、リアウイングとの接続が禁止され一定の間隔を空けるよう定められたため、バレンシアテスト時にはこの規則に沿った小型化されたものが装着されていたが、後に外されている。ダミーカメラの位置が再びノーズ先端に戻されている。
RB7はフロントウィングと路面の距離が近くなるようリアの車高を上げている。ブロウンディフューザーとともに、この車体の前下がりの傾斜（レーキ）がレッドブルの速さの秘訣と見られている。
搭載エンジンはルノー製で変更はないが、一時期、エンジン名を日産の高級車ブランドであるインフィニティに変更するという噂があった。しかし噂に反し、3月1日にインフィニティとはスポンサー契約のみであることが発表された。
KERSはルノーとレッドブルが共同開発したマニエッティ・マレリ製システムで、ルノーの装置をベースにしているが、ロータス・ルノーGPが使用しているものとは設計が40%異なるとみられる。通常、ユニット一式を車体中央部（燃料タンクの下）に搭載するが、レッドブルはバッテリーをギアボックス左側面に取り付けた。この搭載位置には熱や振動といった課題がある。

### 2011年シーズンのパフォーマンス
RB7は2月1日にバレンシア・サーキットにおいて発表され、セバスチャン・ベッテルによってシェイクダウンされた。
開幕戦オーストラリアGPでは、信頼性に問題があるとしてKERSを搭載しなかった。しかし、RB7は開幕から別段の走りを見せた。ベッテルはKERSを搭載した他チームのマシンを抑えてポール・トゥ・ウィンを成し遂げ、KERSの存在目的や使用方法に新たな見方をもたらした。序盤戦はKERSのトラブルが続き、エイドリアン・ニューウェイは「正直に言えば、マシンにKERSは搭載したくない」と述べた。
RB7はとくに予選においてライバルに圧倒的なタイム差をつけた。ベッテルはシーズン最多記録となる15回のポールポジションを獲得し、レッドブルチームとしては韓国GPでハミルトンに奪われた以外は全てポールポジションを獲得するなど圧倒的な状態だった。ベッテルはポールポジションからスタートし、DRSが有効となる3周目までにギャップを確保して逃げ切るという勝ちパターンを確立した。チームはオフスロットル・ブローイングの開発で他をリードしており、シーズン中に規制が決まると、予選のアドバンテージが失われると噂された。チームコンサルタントのヘルムート・マルコはFIAの判断に不満を表し、ライバル（とくにフェラーリ）のメリットを指摘した。

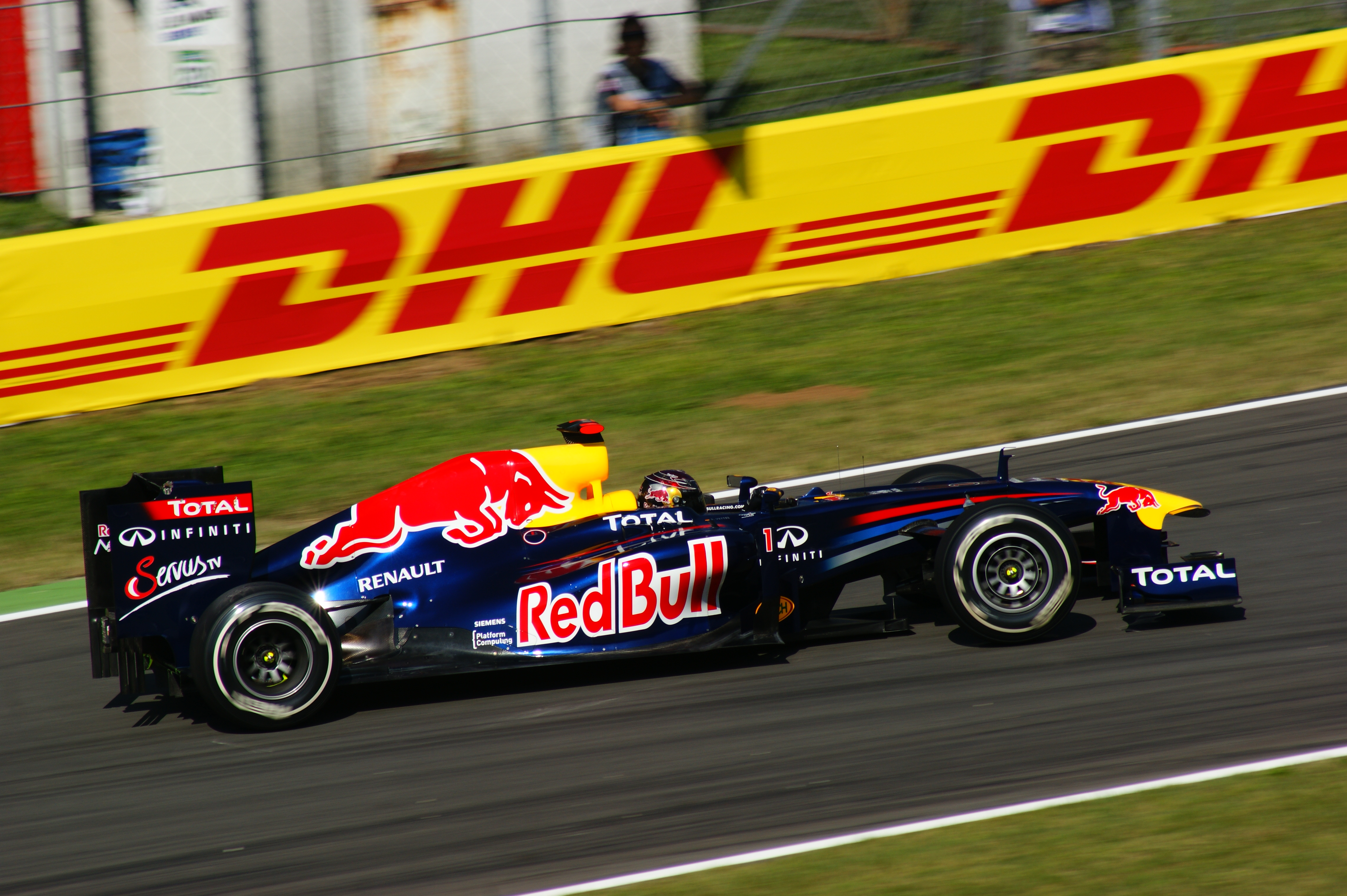
第13戦イタリアGPで優勝したセバスチャン・ベッテルのRB7

レッドブルは得意とするハイダウンフォースコースに加えて、エンジンパワーにハンディのある高速コースでも優勝した。第13戦イタリアGPで優勝したベッテルは、予選・決勝ともトップスピードは最下位ながら、ショートギアで加速を優先するというギャンブル的なセッティングを成功させた。一方、第12戦ベルギーGPではサスペンションにピレリの推奨値よりも強いネガティブキャンバー角をつけた結果、タイヤに深刻なブリスターが発生するトラブルが起こり、安全性の見地から批難された。
後半戦はマクラーレンやフェラーリとの差は徐々に縮んだものの、第15戦日本GPにおいて、4戦を残してベッテルのドライバーズチャンピオンが決定。コンストラクターズと合わせて、2年連続のダブルタイトル獲得を果たすなど終わって見ればシーズン19戦中18PP、12勝という圧倒的なシーズンだった。2010年はベッテルに対抗する力を見せていたマーク・ウェバーだったが、ピレリタイヤへの適応に苦心し、ベッテルが11勝を挙げたのに対し、1勝に留まった。

## スペック

### シャーシ
- シャーシ名 RB7[17]
- シャーシ構造 カーボンファイバー/ハニカムコンポジット複合構造モノコック・ルノーV8エンジン搭載（ストレスメンバー）
- クラッチ AP
- ブレーキキャリパー ブレンボ
- ブレーキディスク・パッド ブレンボカーボンファイバー製ディスクブレーキ
- サスペンション アルミニウム合金製アップライト、カーボンファイバー製ダブルウィッシュボーン、プッシュロッド（フロント）/プルロッド（リヤ）式トーションバー&アンチロールバー。
- ダンパー マルチマチック
- ホイール O・Z（フロント:12インチｘ13インチ/リヤ:13.7インチｘ13インチ）
- タイヤ ピレリ
- ギアボックス 縦置き7速＋リバース1速油圧式セミオートマチック
- エレクトロニクス MES-マイクロソフト スタンダードECU

### エンジン
- エンジン名 ルノーRS27-2011
- 気筒数・角度 V型8気筒・90度
- 排気量 2,400cc
- 最高回転数 18,000rpm（レギュレーションで規定）
- シリンダーブロック アルミニウム鋳造製
- バルブ数 32
- 重量 95kg
- 燃料 トタル
- 潤滑油 トタル
- エンジンマネージメント FIA（MES製）標準コントロールユニットTAG310B

## 記録
| 年   | No. | ドライバー | 1   | 2   | 3   | 4   | 5   | 6   | 7   | 8   | 9   | 10  | 11  | 12  | 13  | 14  | 15  | 16  | 17  | 18  | 19  | ポイント | ランキング |
| 年   | No. | ドライバー | AUS | MAL | CHN | TUR | ESP | MON | CAN | EUR | GBR | GER | HUN | BEL | ITA | SIN | JPN | KOR | IND | ABU | BRA | ポイント | ランキング |
| ---- | --- | ---------- | --- | --- | --- | --- | --- | --- | --- | --- | --- | --- | --- | --- | --- | --- | --- | --- | --- | --- | --- | -------- | ---------- |
| 2011 | 1   | ベッテル   | 1   | 1   | 2   | 1   | 1   | 1   | 2   | 1   | 2   | 4   | 2   | 1   | 1   | 1   | 3   | 1   | 1   | Ret | 2   | 650      | 1位        |
| 2011 | 2   | ウェバー   | 5   | 4   | 3   | 2   | 4   | 4   | 3   | 3   | 3   | 3   | 5   | 2   | Ret | 3   | 4   | 3   | 4   | 4   | 1   | 650      | 1位        |

- 太字はポールポジション、斜字はファステストラップ。(key)